# Каранъелга (приток Урала)
Каранъелга — река в России, протекает по Башкортостану. Устье реки находится в 2316 км по правому берегу реки Урал. Длина реки составляет 13 км. В 2,2 км от устья по левому берегу впадает река Караелга.

## Данные водного реестра
По данным государственного водного реестра России относится к Уральскому бассейновому округу, водохозяйственный участок реки — Урал от истока до Верхнеуральского гидроузла. Речной бассейн реки — Урал (российская часть бассейна).
Код объекта в государственном водном реестре — 12010000112112200001535.